# Санефьор Фотбал
Санефьор Фотбал (на норвежки: Sandefjord Fotball) е норвежки футболен клуб, базиран в едноименния град Санефьор. Играе мачовете си на стадион Комплет.но Арена.

## Успехи
- Типелиген:
  - 8-мо място (1): 2009
- Купа на Норвегия:
  -  Финалист (1): 2006
- 1 дивизия:
  -  Шампион (1): 2014
- 1 дивизия:
  -  Шампион (1): 1999